# Harri Webb
Harri Webb (7. září 1920 – 31. prosince 1994) byl velšský básník a nacionalista.

## Život
Narodil se ve Swansea a studoval jazyky na Oxfordská univerzita se zaměřením na francouzštinu, španělštinu a portugalštinu. Během druhé světové války sloužil v Britském královském námořnictvu na pozici tlumočníka. V roce 1946 byl demobilizován ve Skotsku a následujícího roku se vrátil do Walesu. V roce 1954 se usadil v Merthyr Tydfil a začal pracovat jako knihovník v nedaleké vesnici Dowlais. Roku 1972 se usadil ve vesnici Cwmbach, kde žil až do roku 1994. Toho roku se přestěhoval do pečovatelského domu ve Swansea, kde také v prosinci 1994 zemřel. Byl pochován v kostele Panny Marie ve vesnici Pennard na poloostrově Gŵyr. Psal převážně v anglickém jazyce, avšak některé jeho básně jsou psány ve velštině.